# Birhan Vatansever
Birhan Vatansever  (* 25. April 1997 in Istanbul) ist ein türkischer Fußballspieler. Seit 2020 steht Vatansever bei Altınordu Izmir unter Vertrag. Für die Saison 2020/21 wurde er an Niğde Anadolu FK verliehen.

## Vereinskarriere
Vatansever spielte in der Jugend von 2003 bis 2008 für Sefaköy Kartalspor. 2008 wechselte er in die Jugend von Galatasaray Istanbul. Nach sechs Jahren in der Jugend der Gelb-Roten, unterschrieb Vatansever einen Profivertrag mit einer Laufzeit von drei Jahren. In seiner ersten Saison bei der Ersten Mannschaft kam er in der Süper Lig zu keinem Einsatz. Am 23. Dezember 2014 wurde er im Pokalspiel gegen Amed SK für Bruma eingewechselt.
In der Saison 2015/16 wurde Vatansever an Bergama Belediyespor verliehen. Im Sommer 2017 wechselte er zu Bandırmaspor in die 3. Liga. Nach einem Jahr in Bandırma kehrte der Mittelfeldspieler zurück zu Galatasaray Istanbul.

## Nationalmannschaft
Von 2012 bis 2015 spielte Birhan Vatansever für die türkische U-15, U-16, U-17, U-18 und U-19.

## Erfolg
Galatasaray Istanbul
- Türkischer-Fußballpokal-Sieger: 2014/15